# Pulachaur
Pulachaur (en népalais : पुलाचौर) est un comité de développement villageois du Népal situé dans le district de Myagdi. Au recensement de 2011, il comptait 3 318 habitants.